# Герберт фон Обвурцер
Герберт Обвурцер, з 1917 року — фон Обвурцер (нім. Herbert von Obwurzer; 23 червня 1888, Інсбрук — 26 січня 1945, Накель) — німецький офіцер, бригадефюрер СС і генерал-майор військ СС.

## Біографія
Учасник Першої світової війни. 1 червня 1930 року вступив в австрійську організацію НСДАП (квиток № 266 601). З початком Другої світової війни в 1939 році призваний в армію і призначений командиром 2-го батальйону 67-го піхотного полку. Учасник Польської і Французької кампаній. З 1 липня 1941 року — командир 3-го батальйону 411-го піхотного полку, з яким брав участь у німецько-радянській війні. 1 серпня 1942 року переведений у війська СС, прийнятий в СС (посвідчення №430 417) і призначений командиром 6-го гірськострілецького полку СС «Райнгард Гейдріх». З 1 квітня 1943 року — командир формованої хорватської добровольчої дивізії СС (з липня 1943 року — хорватська добровольча гірськострілецька дивізія СС, майбутня «Ханджар»). Коли формування було закінчено, а дивізія спрямована на Захід, 9 серпня 1943 року замінений Карлом-Густавом Зауберцвайгом і зарахований в штаб 5-го гірськострілецького корпусу СС. 15 вересня 1943 року прийняв командування 39-м гренадерським полком СС «Горст Вессель». 21 липня 1944 року призначений командиром 15-ї гренадерської дивізії військ СС (латиської № 1). В січні 1945 року дивізія Обвурцера була розбита, а сам він потрапив у засідку розвідзагону 16-го гвардійського окремого мотоциклетного батальйону з 2-ї гвардійської танкової армії. Бачачи безвихідь свого становища, наклав на себе руки.

## Звання
- Кадет-виконувач обов'язків офіцера (1907)
- Фенріх (17 серпня 1907)
- Лейтенант (1 листопада 1909)
- Оберлейтенант (1914)
- Гауптман (1 травня 1917)
- Майор резерву (1 травня 1937)
- Оберстлейтенант резерву (1 липня 1942)
- Оберштурмбаннфюрер резерву СС (1 серпня 1942)
- Штандартенфюрер резерву СС (30 січня 1943)
- Оберфюрер резерву СС (21 червня 1944)
- Бригадефюрер СС і генерал-майор військ СС (30 січня 1945, посмертно)

## Нагороди
- Ювілейний хрест
- Пам'ятний хрест 1912/13
- Хрест «За військові заслуги» (Австро-Угорщина) 3-го класу з військовою відзнакою і мечами
- Бронзова і срібна медаль «За військові заслуги» (Австро-Угорщина) з мечами
- Військовий Хрест Карла
- Медаль «За поранення» (Австро-Угорщина) з однією смугою
- Балтійський хрест
- Тірольська воєнна медаль
- Пам'ятна військова медаль (Австрія) з мечами
- Почесний хрест ветерана війни з мечами
- Почесний кут старих бійців
- Медаль «У пам'ять 13 березня 1938 року»
- Медаль «За вислугу років у НСДАП» в бронзі та сріблі (15 років)
- Нагрудний знак «За поранення» в чорному
- Залізний хрест 2-го і 1-го класу
- Кільце «Мертва голова»
- Йольський свічник (грудень 1942)